# Travičná (rozhledna)
Travičná je rozhledna nacházející se jižně od obce Tvarožná Lhota v okrese Hodonín.
Tato věž zde byla postavena v lokalitě Vrchy roku 2000 jako vysílač pro mobilní operátory, její oficiální otevření proběhlo 29. dubna 2001. Jedná se také o úplně první rozhlednu v CHKO Bílé Karpaty. Zároveň se stavbou rozhledny byla na věži vybudována pro turisty přístupná vyhlídková plošina nacházející se v 33,6 metrech nad zemí. Na ochoz vede 177 schodů. V budově pod věží se nachází expozice věnovaná přírodě a kultuře okolního kraje, kterou zde provozuje Správa CHKO Bílé Karpaty.

## Fotogalerie

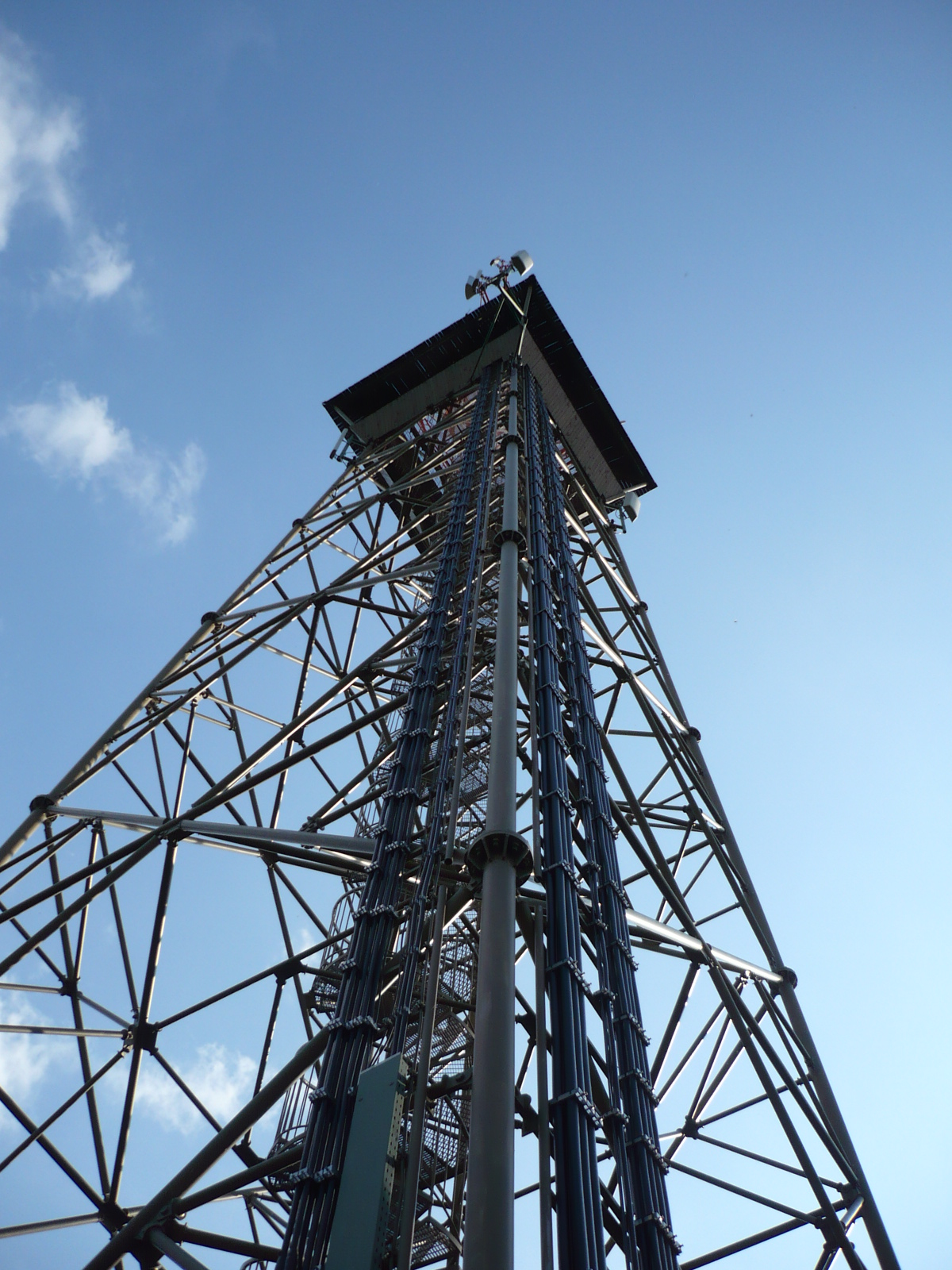
Pohled od paty rozhledny
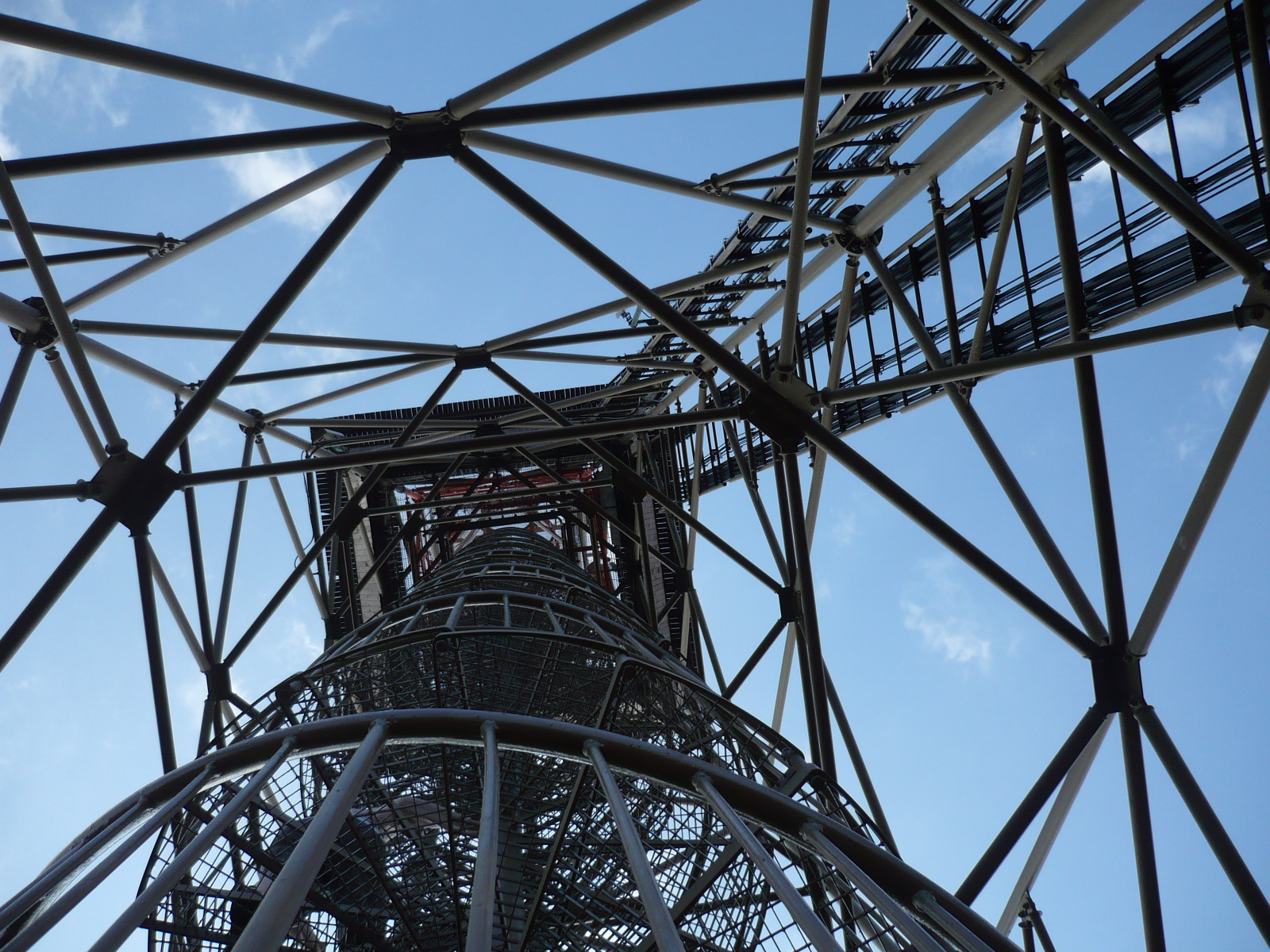
Vnitřní konstrukce rozhledny
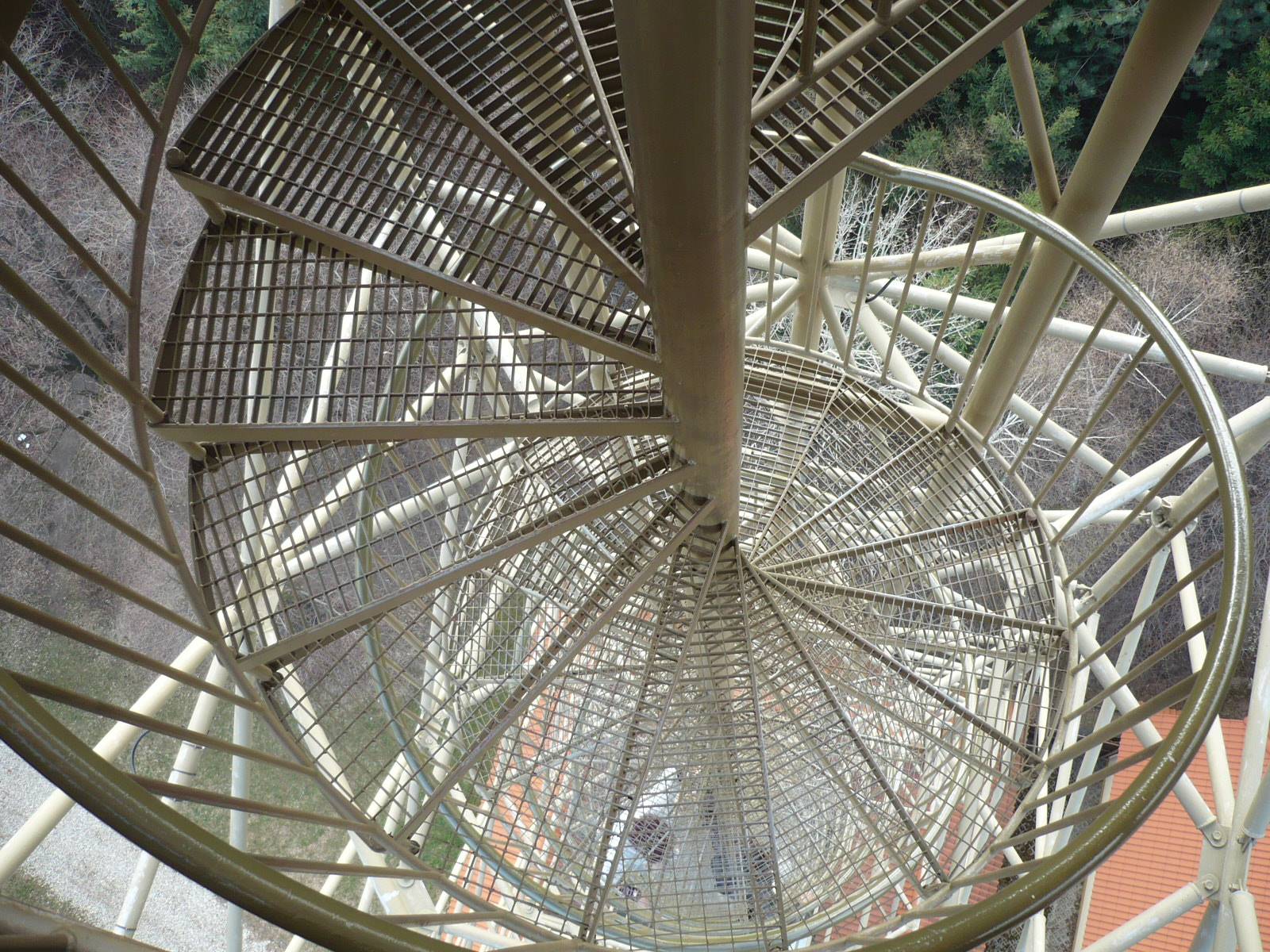
Točité schodiště
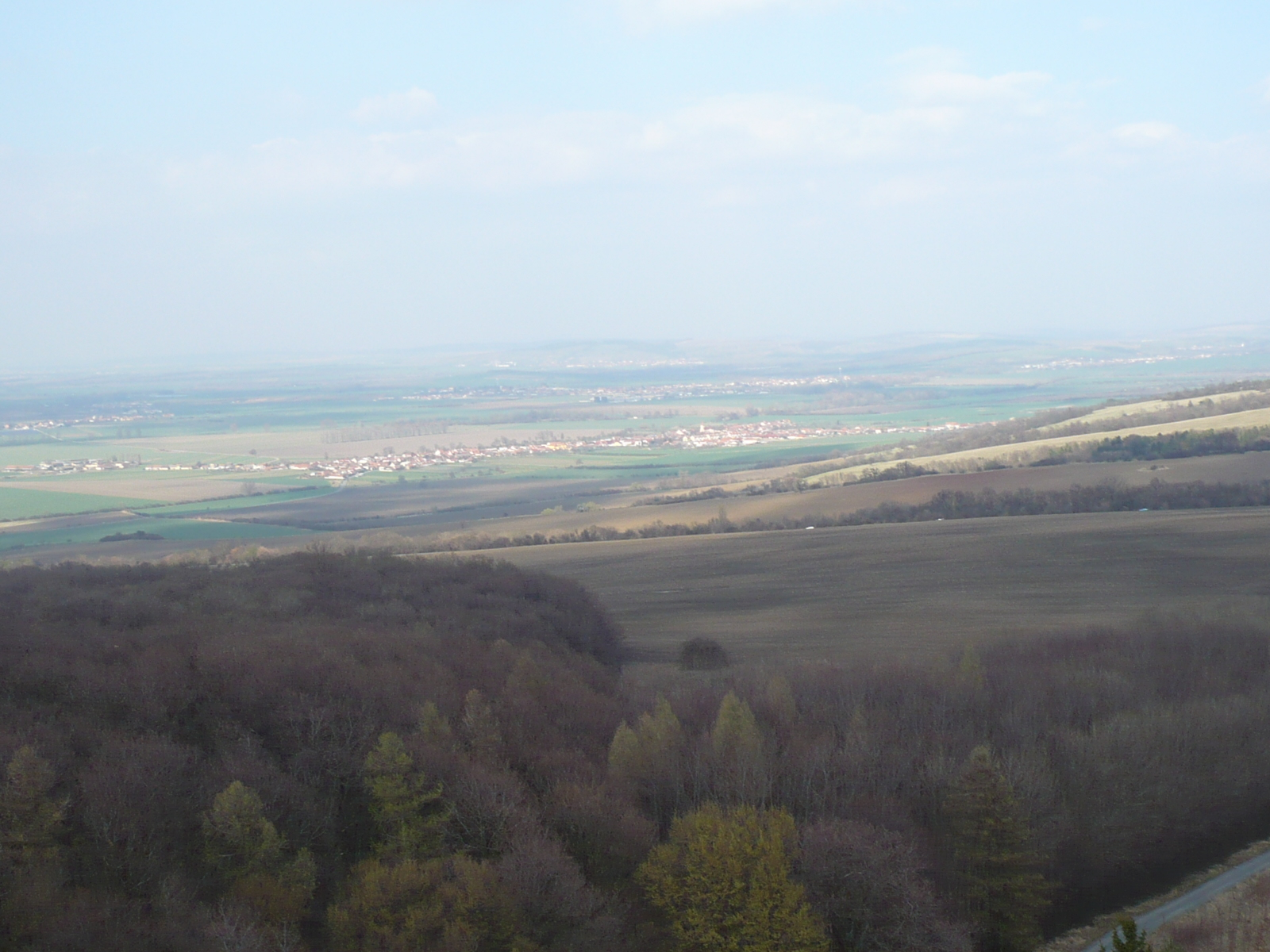
Výhled z rozhledny severním směrem